# Kurdyban

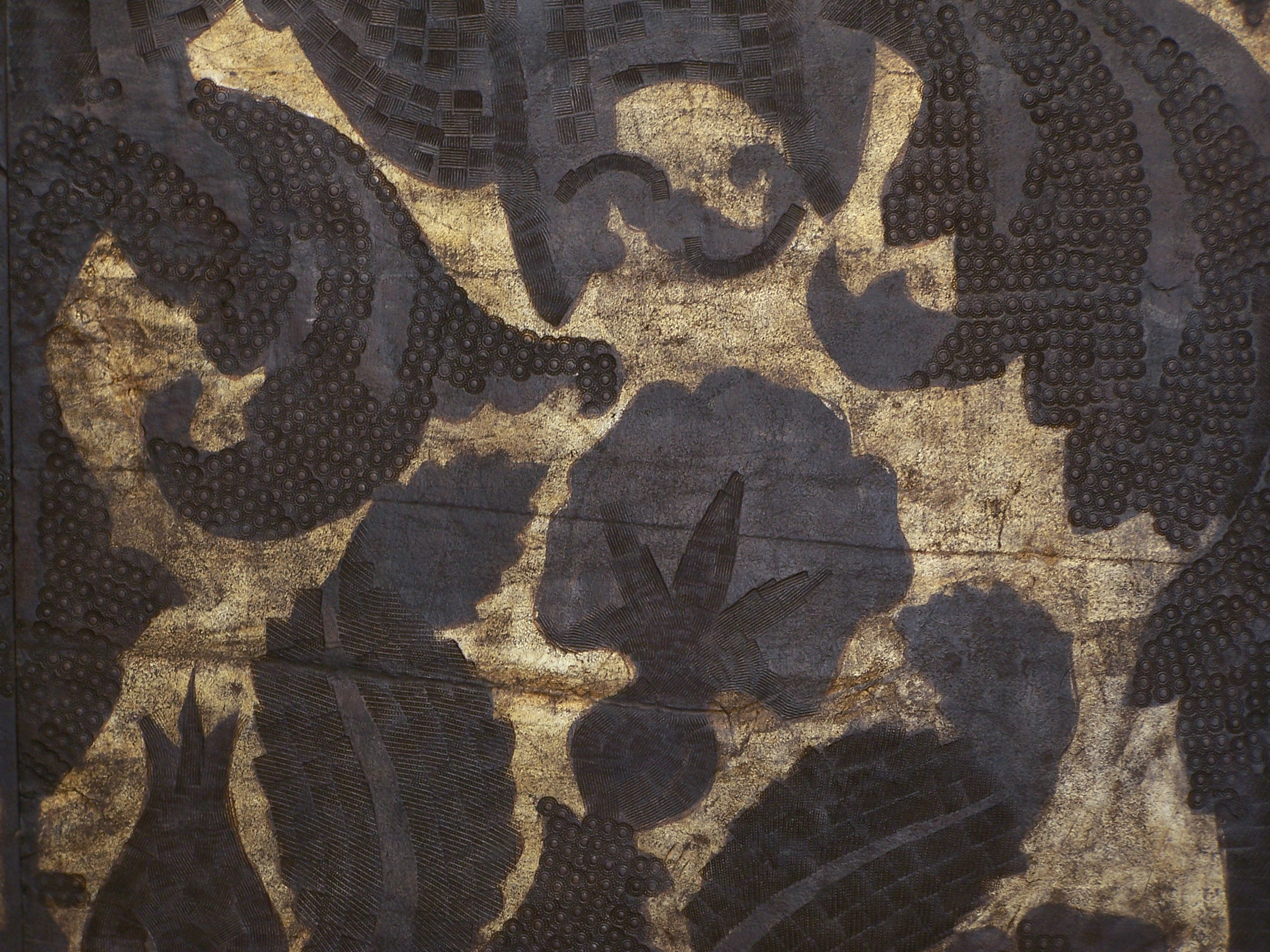
Kurdyban na zamku w Bielsku-Białej

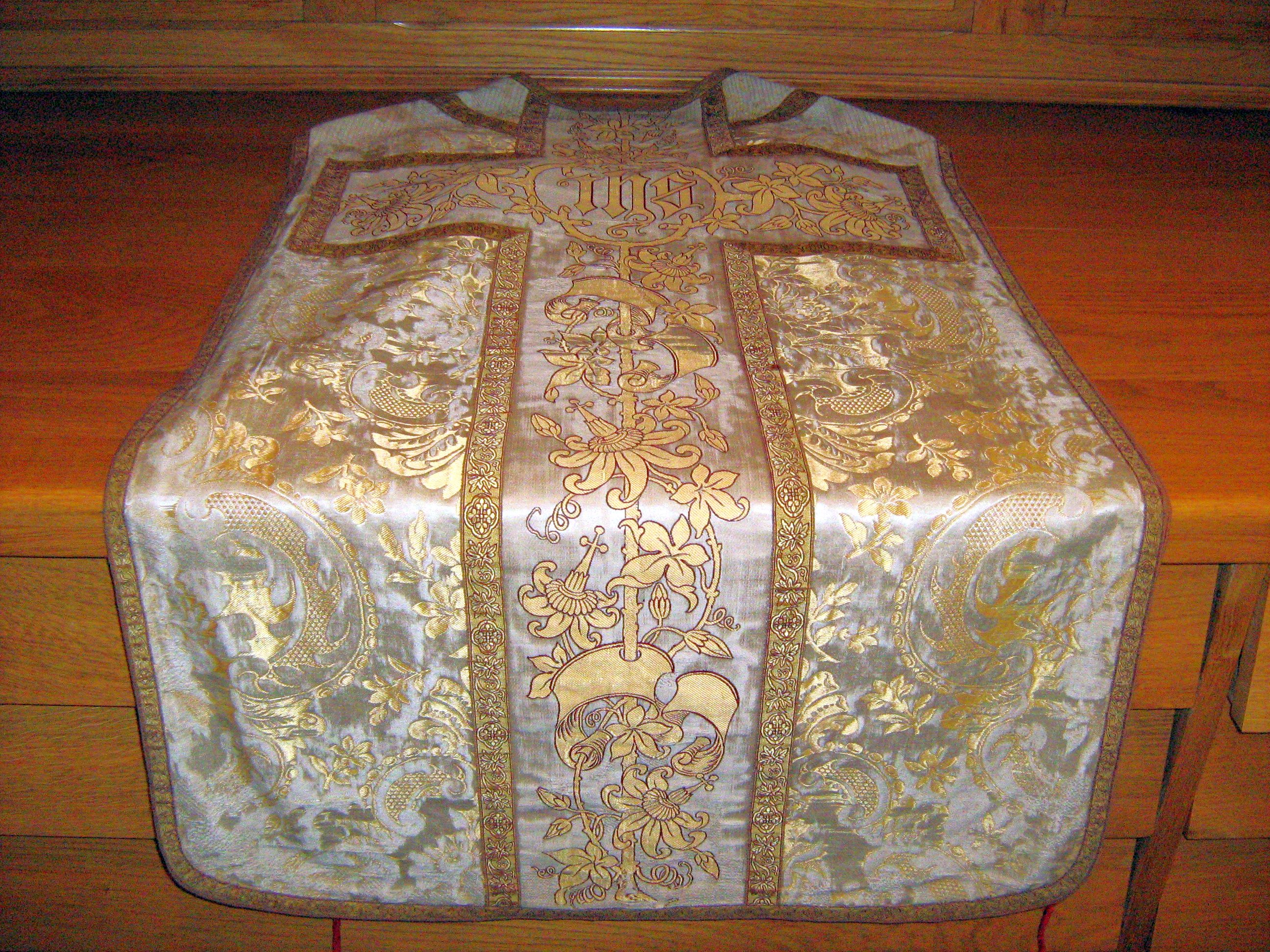
Ornat skrzypcowy, typu francuskiego (XVII w./XVIII w.), wykonany z pozłacanego tabinu jedwabnego, który imituje artystycznie obrobiony, posrebrzany kurdyban ze złoconym wzorem kwiatowym. Preteksta późniejsza (początek XIX w.) ze złoconego adamaszku. Parament z kościoła pw. Św. Stanisława Biskupa i Męczennika w Racławicach

Kurdyban – skóra garbowana, barwiona, po czym intensywnie zdobiona we wzory tłoczeniami, złoceniami lub srebrzeniami oraz malowidłami. Najcenniejszy kurdyban wykonywano ze skóry cielęcej garbowanej roślinnie, w gorszych gatunkach koźlej lub owczej. 
Kurdyban wykorzystywano (na ramach) do ozdabiania ścian i innych elementów stolarki wnętrzarskiej, do produkcji parawanów i antepediów, do obijania siedzisk i oparć mebli, poduszek, oklejania okładek ksiąg, produkcji obuwia, a także na ornaty (trzy szt. w Polsce).
Kurdyban stał się bardzo popularny w Europie czasach renesansu, jego największa produkcja to XVII i początek XVIII w., a zanik popularności przypada na koniec tego wieku.
Nazwa pochodzi od hiszpańskiego miasta Kordoby, gdzie w czasach późnego średniowiecza istniało wiele wytwórni kurdybanu prowadzonych przez tamtejszych Maurów, choć sam wynalazek kurdybanu był znany Arabom dużo wcześniej, a do Europy przyszedł z Afryki Północnej. Z czasem zaczęto go wytwarzać także na innych obszarach Europy. W Gdańsku cech kurdybaników powstał 16 lutego 1615 roku. Zachowało się ponad 300 obiektów. 
Pojęcie kurdybanu obejmuje dwa typy wyrobów:
- Skóry wyprawione, jednobarwne (czarne). XVI-XIX w. do obuwia. To tzw. czarny kurdyban.
- Skóry tłoczone, malowane, złocone (opracowane artystycznie). Z niem. Ledertapeten (skórzane tapety).

Od kurdybanów pochodzi epitet gatunkowy rośliny bluszczyk kurdybanek.

## Technologia produkcji
Stosowano skóry różnych zwierząt: owiec, kóz (najcieńsze), cieląt (najbardziej mięsiste). Aby uzyskać odpowiednią sprężystość, ważna była jakość skóry, którą określały cechy złotników skór. Mogła to być skóra tylko z młodych, zdrowych zwierząt. Produkcja składała się z dwóch zasadniczych etapów: garbowania, a następnie złocenia.

### Garbowanie
W różnych ośrodkach stosowano odmienne techniki garbowania. Niekiedy robiły to cechy garbarzy skór, niekiedy złotnicy skór. 
- I etap – ok. 8 tygodni
  - suszenie
  - zmiękczanie, usuwanie sierści, (moczono kilkanaście dni w roztworze wapna)
  - wypłukiwanie wapna (tajemne receptury: otręby + psie odchody)
  - wyrównywanie skór
- II etap – 2-3 dni
- utrwalenie –  stosowano tu garbniki; drewniane kolce wbijały garbniki do skóry
- III etap
- płukanie
- rozciąganie
- prostowanie
- uderzanie o kamień

Rozciągano na kamiennych blatach, łatano (przyklejano klejem pergaminowym). W celu: uzyskania prostokąta, o wymiarach ok.: 60–70/50–70 cm, gdyż za zbyt małe skóry karano rzemieślników.

### Dekoracja

#### Złocenie
Właściwie stosowano srebrzenie, a następnie lakierowanie żółtym lakierem. Prawdopodobnie sporadycznie tylko stosowano złoto. Pokrywano b. dokładnie lico skóry cieniutką warstwą kleju pergaminowego (2 warstwy) i następnie srebrem płatkowym srebrzono. Posrebrzone skóry wieszano na sznurkach, pozostawiano do wyschnięcia na kilka godzin. Po wyschnięciu polerowano je agatem lub ametystem, następnie nanoszono ubite na pianę białko kurze by zapobiec oksydowaniu (ściemnieniu). Skórę malowano żółtym lakierem,  imitującym złoto. Mistrzowie strzegli receptury swego lakieru. Następnie dokładnie suszono.

#### Wytłaczanie
Cel: zróżnicowanie błyszczącej powierzchni skóry. Stosowano różne metody (od VIII w, ok. 1000 lat). Najwcześniejsze było puncowanie, zapożyczone ze złotnictwa. Punce miały geometryczne, dekoracyjne zakończenia. W XVII i XVIII w. stosowano już drewniane matryce (na terenie Flandrii). Matryce zamawiano często u znanych artystów. Zachowało się niewiele takich płyt. Ok. XVIII w. stosowano puncowanie na gorąco w metalowe płyty pod prasą. To dawało głęboki relief i szybkość wykonania.  
Zagłębienia od strony mizdry (strona przeciwna do sierści) wypełniano masą z trocin z klejem. Stosowano też drewniane formy z motywem który odbijano (jak pieczątkę, nie wytłaczano), a z niego dopiero puncowano, malowano itd.

#### Malowanie
Zachowało się wiele przykładów jednobarwnych skór: wytłoczone elementy są złote, a tło jednobarwne. Używano do tego celu cienkiej warstwy farb olejnych. Stosowano też lakiery do drobnych motywów. Niekiedy do tych prac zapraszano wybitnych malarzy.